# Raimundo IV de Trípoli
Raimundo IV de Trípoli (1170 †1199
) fue conde de Trípoli (1187-1189) y príncipe regente de Antioquía (1193-1194). Fue el hijo de Bohemundo III de Antioquía y Orgueilleuse de Harenc.

## Biografía
Cuando Raimundo III de Trípoli murió en 1187 sin descendencia, dejó su condado para Raimundo, que era su ahijado. Después de dos años, Bohemundo III deseaba mantener a su heredero más cercano en su corte de Antioquía e hizo que regresara y envió a su segundo hijo, Bohemundo IV, como conde de Trípoli. Después de que el anciano Bohemundo fue capturado por León I de Armenia, Raimundo actuó como regente hasta su regreso.
En 1195, Raimundo se casó con Alicia de Armenia, sobrina de León I, hija de Rubén III, para consolidar la paz. Tuvieron un hijo, Raimundo Rubén, que luchó por su herencia como el nieto mayor de Bohemundo III.